# Bonisław (gromada)
Bonisław – dawna gromada, czyli najmniejsza jednostka podziału terytorialnego Polskiej Rzeczypospolitej Ludowej w latach 1954–1972.
Gromady, z gromadzkimi radami narodowymi (GRN) jako organami władzy najniższego stopnia na wsi, funkcjonowały od reformy reorganizującej administrację wiejską przeprowadzonej jesienią 1954 do momentu ich zniesienia z dniem 1 stycznia 1973, tym samym wypierając organizację gminną w latach 1954–1972.
Gromadę Bonisław z siedzibą GRN w Bonisławiu utworzono – jako jedną z 8759 gromad na obszarze Polski – w powiecie płockim w woj. warszawskim, na mocy uchwały nr VI/10/13/54 WRN w Warszawie z dnia 5 października 1954. W skład jednostki weszły obszary dotychczasowych gromad Bombalice, Bonisław, Łysakowo i Stradzewo ze zniesionej gminy Lelice oraz obszary dotychczasowych gromad Kędzierzyn, Rycharcice i Strusino ze zniesionej gminy Zągoty() w tymże powiecie. Dla gromady ustalono 11 członków gromadzkiej rady narodowej.
1 stycznia 1959 z gromady Bonisław wyłączono wsie Kędzierzyn, Rycharcice i Strusino, włączając je do gromady Zągoty w powiecie płockim oraz przysiółek Stradzewo, włączając go do gromady Gozdowo w powiecie sierpeckim, po czym gromadę Bonisław zniesiono, a jej (pozostały) obszar włączono do gromady Lelice w powiecie płockim.